# Paremballonura atrata
Paremballonura atrata is een zoogdier uit de familie van de schedestaartvleermuizen (Emballonuridae). De wetenschappelijke naam van de soort werd voor het eerst geldig gepubliceerd door Peters in 1874.

## Voorkomen
De soort komt voor in geheel Madagaskar met uitzondering van het zuiden.